# Jan Romanowic
Jan Romanowic (zm. jesienią 1678 koło Rudawy), prawnik polski, rajca krakowski, sekretarz królewski.
W 1657 nosił godność podwójciego krakowskiego. W sierpniu t.r. był jednym z organizatorów spisku, mającego na celu ułatwienie zajęcia Krakowa przez Jana Kazimierza po wyjściu wojsk siedmiogrodzkich; Kraków pozostawał wówczas jeszcze w ręku szwedzkim. Romanowic znalazł się dzięki temu w gronie osób wymienionych w przywileju królewskim dla "bractwa sprzysiężeńców" z 22 stycznia 1661. W listopadzie 1665 został powołany do rady miejskiej Krakowa, kilkakrotnie pełnił funkcję burmistrza (1666, 1667, 1670, 1672, 1674, 1676-1678); z ramienia miasta był posłem na sejmy w 1662, 1667, 1669 i 1670 oraz brał udział w pracy sejmików województwa krakowskiego. Podpisał w 1669 elekcję Michała Korybuta Wiśniowieckiego, w dokumencie figuruje jako sekretarz królewski. Jako burmistrz w 1678 podejmował działania w ramach walki z zarazą. Był właścicielem kamienicy w krakowskim Rynku Głównym. Wysoko ceniono jego umiejętności prawnicze.
Poniósł śmierć w wypadku drogowym koło Rudawy między 12 września a 28 października 1678; jego kolasa wpadła do wąwozu. Z małżeństwa z Anną z Antoszowiców, I voto Romerową (zm. w styczniu 1679) miał córkę, również Annę. 
Źródła:
- Janina Bieniarzówna, Jan Romanowic, w: Polski Słownik Biograficzny, tom XXXI, 1989